# Vordere Ölgrubenspitze
De Vordere Ölgrubenspitze is een 3457 meter (volgens bepaalde bronnen 3452 meter) hoge bergtop in de Kaunergrat van de Ötztaler Alpen in het Oostenrijkse Tirol.
De Vordere Ölgrubenspitze heeft twee toppen. De zuidelijke top meet 3456 meter, de lagere noordtop 3451 meter. De eerste beklimming van de zuidelijke top vond plaats in 1876 door berggids J. Praxmarer, I. Schöpf en de vrouw van de waard van het Gepatschhaus. De noordelijke top werd in 1881 voor het eerst beklommen, eveneens door J. Praxmarer, nu in het bijzijn van J.P. Farrar.